# دوه‌جی‌اوشاغی (یومورتالیک)
دوه‌جی‌اوشاغی (به ترکی استانبولی: Deveciuşağı) یک منطقهٔ مسکونی در ترکیه است که در یومارتالیک واقع شده‌است.